# 木村順平
木村 順平（きむら じゅんぺい）は、日本の獣医学者。ソウル大学校獣医学部教授。

## 来歴・人物
日本大学農獣医学部（現・生物資源科学部）卒業。1983年、東京農工大学大学院農学研究科獣医学専攻修了。その後、ワシントン大学で研究に従事し、1985年に日本大学獣医学科助教授として帰国。
日本の教授社会が保守的であったことから自由を求めソウル大学校の教授を志願。日大を2007年11月に退職し、翌12月にソウル大学校では日本人としては初となる教授（テニュア）に着任した。
林真理子を理事長とした新体制の学校法人日本大学理事会に理事として着任、任期は2023年夏まで。